# 팜스프링스 국제공항

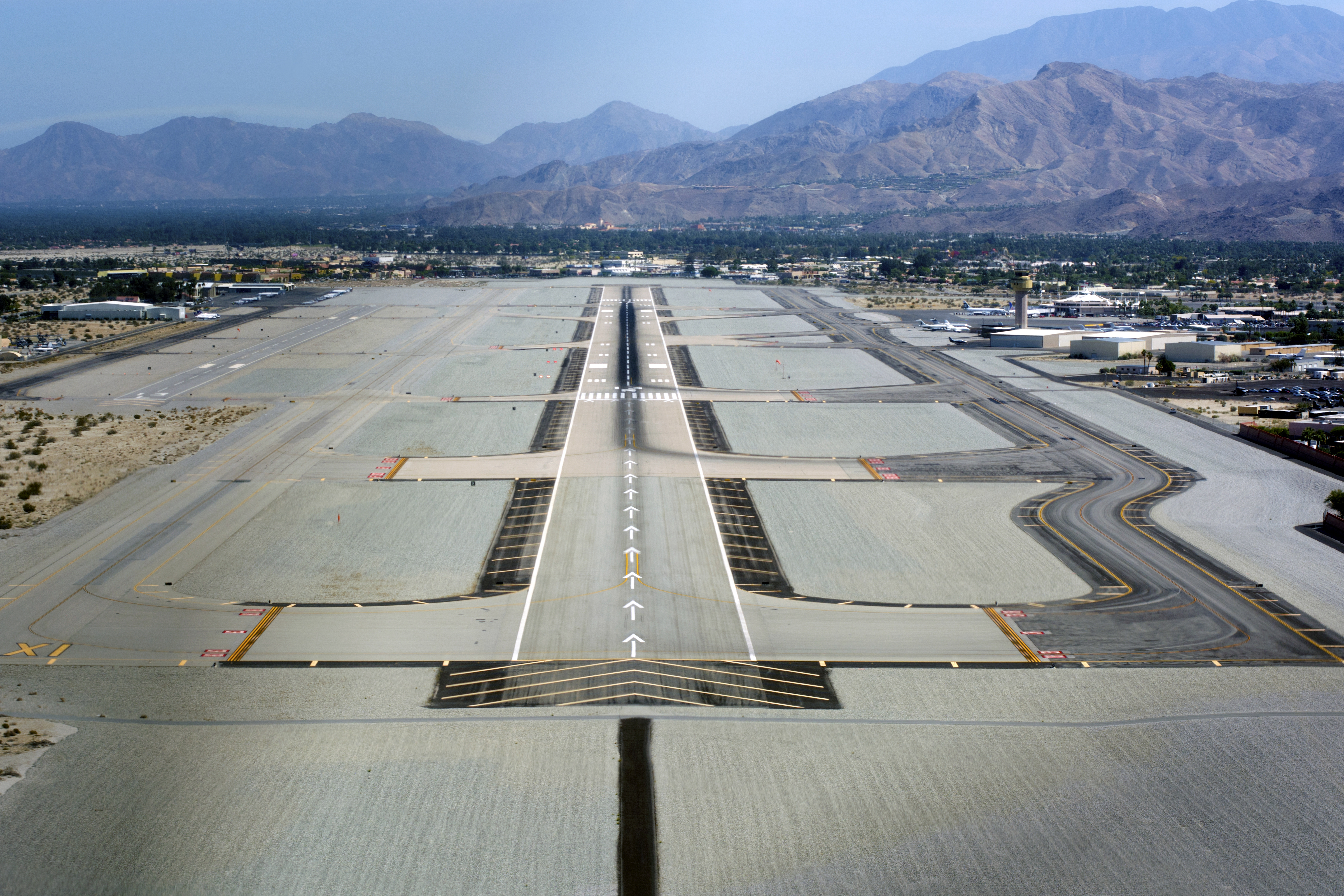

팜스프링스 국제공항(Palm Springs International Airport, IATA: PSP, ICAO: KPSP, FAA LID: PSP)은 미국 다운타운 팜스프링스에서 동쪽으로 3킬로미터 떨어진 공항이다. 이 공항의 면적은 380헥타르이며 활주로가 2개 있다. 연중 내내 운영하며 대부분의 항공편은 가을, 겨울, 봄에 집중되어 있다.